# Yvonne Mitchell
Yvonne Mitchell   (Londres, 7 de juliol de 1915 - Londres, 24 de març de 1979) va ser una actriu i novel·lista anglesa.

## Biografia
Mitchell, de nom Yvonne Frances Joseph, el 1946 va canviar el seu nom per Deed Poll a Yvonne Mitchell (sense el Frances). Els seus pares eren Madge (Mitchell) i Bertie Joseph. Mitchell es va casar amb el periodista, crític de cinema i teatre i novel·lista Derek Monsey (1921-1979). Mitchell va morir de càncer, als 63 anys, el 1979. Monsey moriria el mateix any.
A part d'actuar, Mitchell era també una escriptora consolidada, autora d'uns quants llibres per a nens i adults. Les seves obres inclouen The Same Sky. Va escriure una biografia de l'escriptora francesa Colette, i la seva pròpia autobiografia es va publicar el 1957.
Ja sent una actriu de teatre experimentada, va fer el seu debut en el cinema a The Queen of Spades (1949), encara que havia interpretat un paper menor sense sortir als crèdits a Love on the Dole  vuit anys abans. Va aparèixer en uns quants papers prominents durant les tres següents dècades, guanyant un BAFTA per The Divided Heart (1954) i l'Os d'Argent per la Millor Actriu al 7è Festival Internacional de Cinema de Berlín per Woman in a Dressing Gown (1957). També fa el paper de Mildred a la controvertida pel·lícula de 1959 Sapphire.
A la televisió, Mitchell va ser designada Actriu de Televisió de l'Any 1953 pel Daily Mail, principalment pel seu paper com Cathy en l'adaptació de Nigel Kneale/Rudolph Cartier de la novel·la d'Emily Brontë Cims borrascosos. El següent any, apareixia en una altra adaptació literària de Kneale / Cartier amb el paper de Julia amb Peter Cushing com Winston Smith en la seva adaptació de  Nineteen Eighty-Four.
Feia el paper de Lea en la producció de la BBC de 1973 de Colette Cheri . Continuava actuant ocasionalment a la televisió fins a finals dels anys 1970, apareixent en papers de convidada en sèries com Out of the Unknown (1966); el seu últim paper va ser a la sèrie de ciència-ficció de la BBC 1990 (1977).
Filmografia
- 1941: Love on the Dole dirigida per John Baxter: Una treballadora de la fàbrica
- 1949: The Queen of Spades dirigida per Thorold Dickinson: Lizaveta Ivanova
- 1949: Children of Chance dirigida per Luigi Zampa: Australia
- 1952-1954: BBC Sunday-Night Theatre (Sèrie, episodi 32, Temporada 3 / episodi 49, Temporada 4 / episodi 50, Temporada 5): Cathy
- 1953: Turn the Key Softly dirigida per Jack Lee: Monica Marsden
- 1954: Douglas Fairbanks, Jr., Presents (Sèrie, episodi 18 Leave to Die, Temporada 2): Martha
- 1954: The Divided Heart dirigida per Charles Crichton: Sonja Slavko
- 1955: Escapade dirigida per Philip Leacock: Mrs. Stella Hampden
- 1956: Yield to the Night dirigida per J. Lee Thompson: Matrona Hilda MacFarlane
- 1956: Armchair Theatre dirigida per Dennis Vance (Sèrie, episodi 13 The Same Sky, Temporada 1)
- 1957: Woman in a Dressing Gown dirigida per J. Lee Thompson: Amy Preston
- 1958: Passionate Summer dirigida per Rudolph Cartier: Mrs. Pawley
- 1959: La badia del tigre (Tiger Bay) dirigida per J. Lee Thompson: Anya
- 1959: Sapphire dirigida per Basil Dearden: Mildred
- 1960: Conspiracy of Hearts dirigida per Ralph Thomas: Sœur Gerta
- 1960: The Trials of Oscar Wilde dirigida per Ken Hughes: Constance Wilde
- 1961: Johnny Nobody dirigida per Nigel Patrick: Miss Floyd
- 1962: The Main Attracció dirigida per Daniel Petrie: Elenora Moreno
- 1965: Genghis Khan dirigida per Henry Levin: Katke
- 1966: ITV Play of the Week  dirigida per Graham Evans (Sèrie, episodi 29 Ivanov, Temporada 11): Anna
- 1966: Out of the Unknown dirigida per Philip Saville (Sèrie, episodi 1 The Machine Stops, Temporada 2): Vashti
- 1968: Armchair Theatre dirigida per Kim Mills (Sèrie, episodi 25 You and Me, Temporada 8)
- 1968: The Jazz Age dirigida per Peter Sasdy (Sèrie, episodi 6 The Youngest Comrade, Temporada 1): la mare
- 1969: ITV Playhouse dirigida per Richard Everitt (Sèrie, episodi 26 Murder: Nobody Knows, Temporada 2): Freda Parker
- 1970: The Corpse dirigida per Viktors Ritelis: Edith
- 1972: Suspicion: Martha
- 1972: The Great Waltz dirigida per Andrew L. Stone: Anna Strauss
- 1972: Demons of the Mind dirigida per Peter Sykes: Hilda
- 1973: Cheri dirigida per Claude Whatham (Telefilm): Lea
- 1975: The Legend of Robin Hood dirigida per Eric Davidson: reina Eleanor
- 1976: La increïble Sarah (The Incredible Sarah) dirigida per Richard Fleischer: Mam'selle
- 1977: Nido de viudas dirigida per Tony Navarro: Elvira
- 1978: 1990: Kate Smith

## Obres literàries
- 1953: The Same Sky[7] (Obra de teatre en 3 actes)
- 1957: Actress (autoBiografia)
- 1959: The Bed-Sitter
- 1964: A Year in Time
- 1964: Cathy Away
- 1970: Martha on Sunday
- 1974: God is inexperienced
- 1974: But Wednesday Cried
- 1975: Colette: A Taste for Life
- 1977: But Answer Came There None
- 1977: Fables

La seva obra de teatre The Same Sky va ser adaptada en diferents sèries de televisió:
- 1952: BBC Sunday-Night Theatre
- 1956: Armchair Theatre
- 1964: Thursday Theatre

## Premis i nominacions
| Distinció | Any  | Categoria     | Pel·lícula               | Resultat   |
| --------- | ---- | ------------- | ------------------------ | ---------- |
| BAFTA     | 1955 | Millor actriu | The Divided Heart        | Guanyadora |
| BAFTA     | 1960 | Millor actriu | Sapphire                 | Nominada   |
| Berlinale | 1957 | Millor actriu | Woman in a Dressing Gown | Guanyadora |